# جيمس الكسندر أوين
جيمس الكسندر أوين (بالإنجليزية: James Alexander Owen)‏ هو طبيب وسياسي أمريكي، ولد في 6 سبتمبر 1891 في ناتشيز في الولايات المتحدة، وتوفي في 6 يوليو 1955 في ديترويت في الولايات المتحدة.